# Église de Tsoughroughachéni
L’église de Tsoughroughachéni (en géorgien : წუღრუღაშენი ეკლესია) est une église orthodoxe géorgienne du XIIIe siècle érigée par Georges IV Lasha et située à près de 2 kilomètres au sud-est du Sion de Bolnissi. Elle se trouve sur la rive droite de la Bolnissistsqali.

## Description
L'église présente une architecture typique pour les églises géorgiennes des XIIe et XIIIe siècles, elle est toutefois plus petite et avec une coupole plus élevée. Ses murs sont richement décorés de motifs traditionnels.

## Galerie

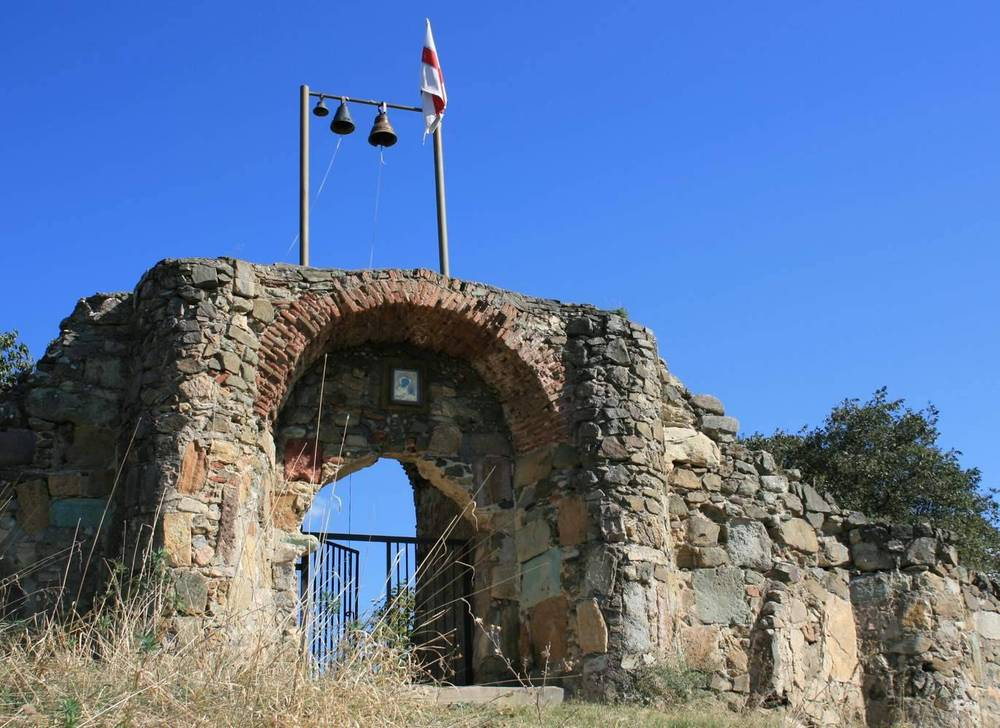
Portail du territoire de l'église.
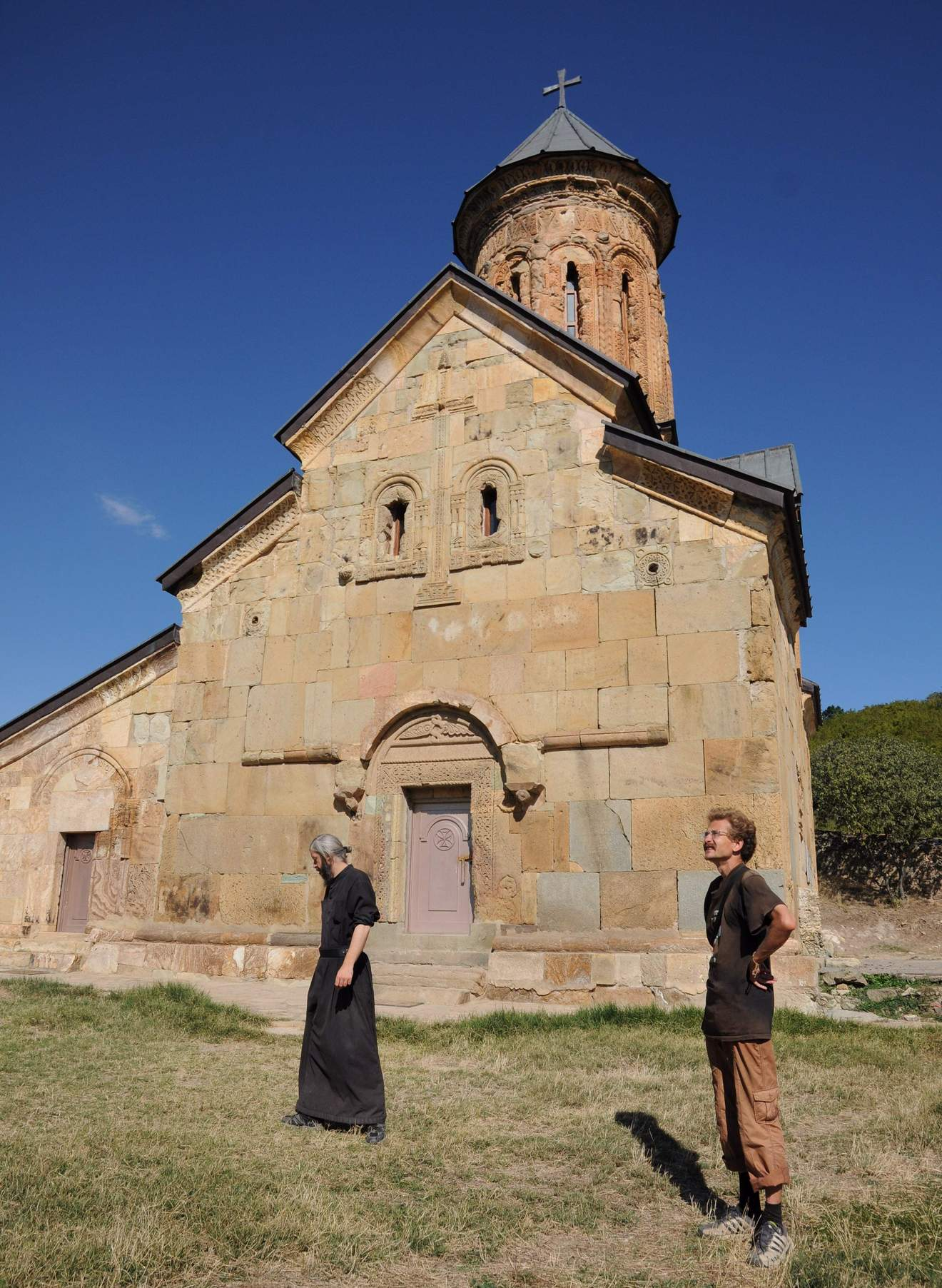
Église de Tsoughroughachéni.
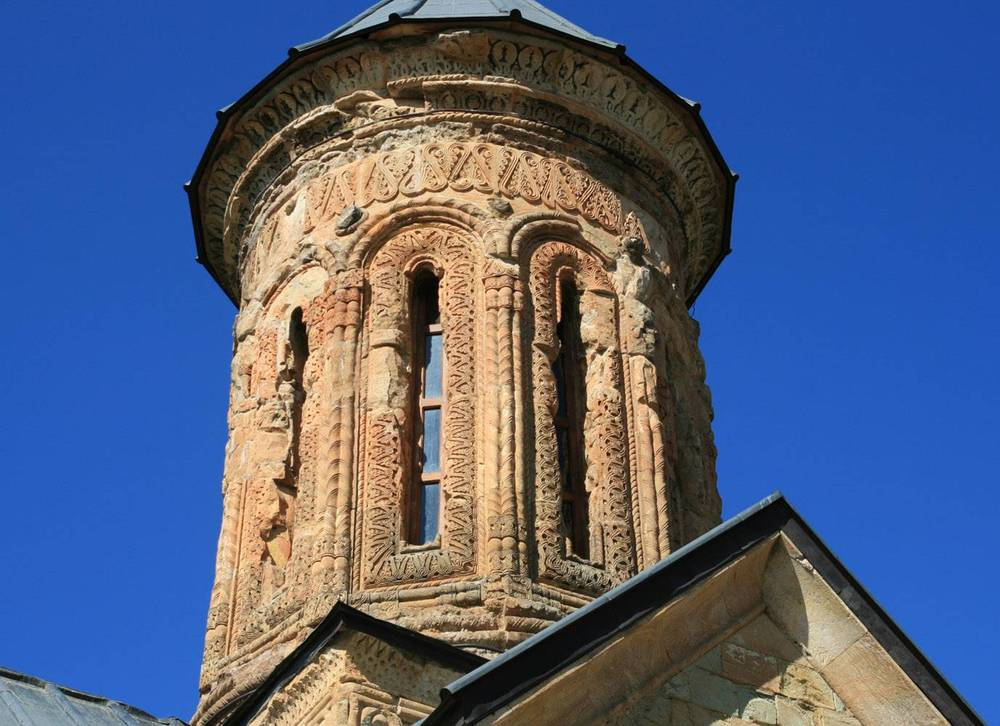
Détail de l'extérieur de la coupole.
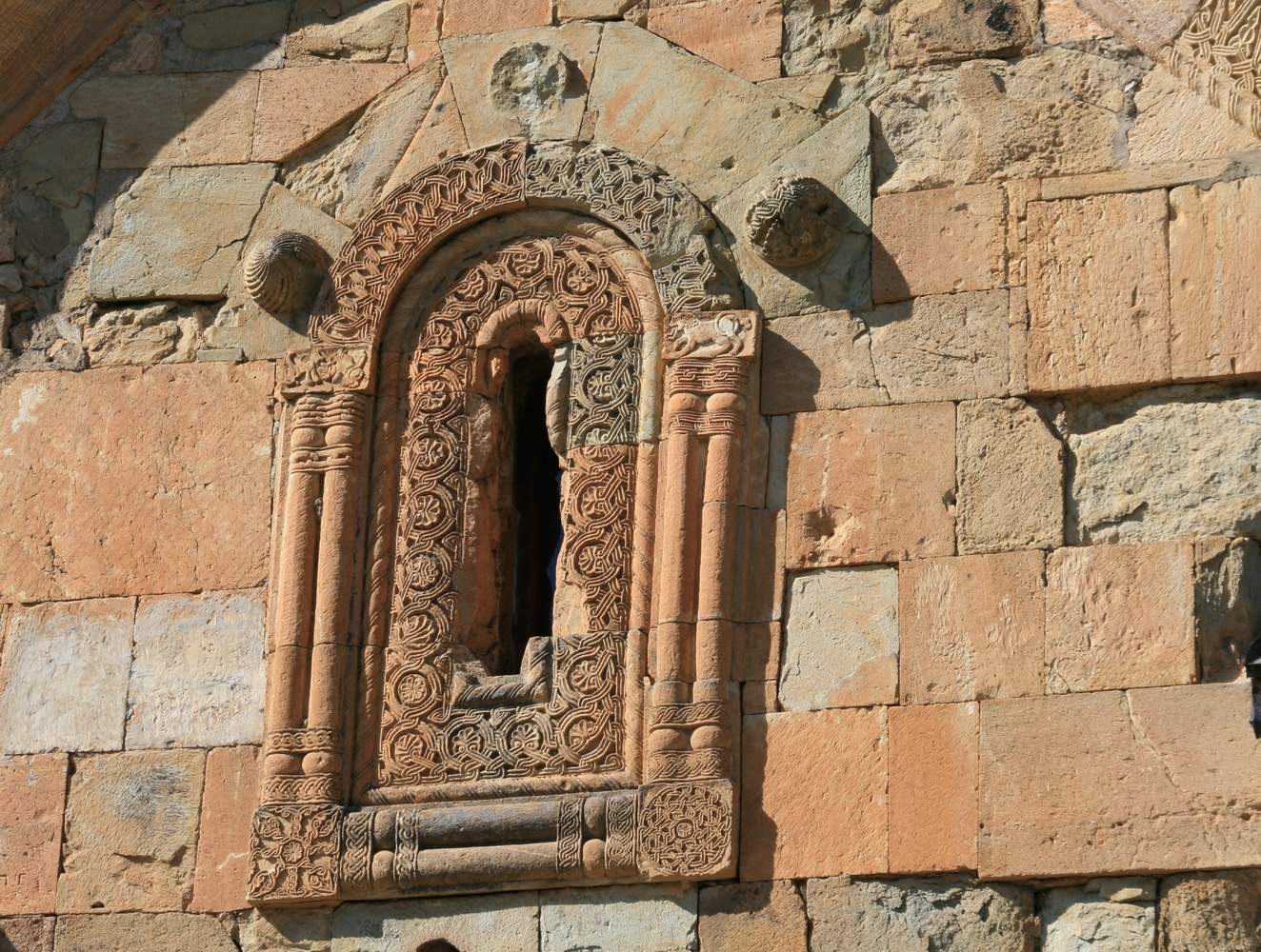
Fenêtre sur la façade sud.
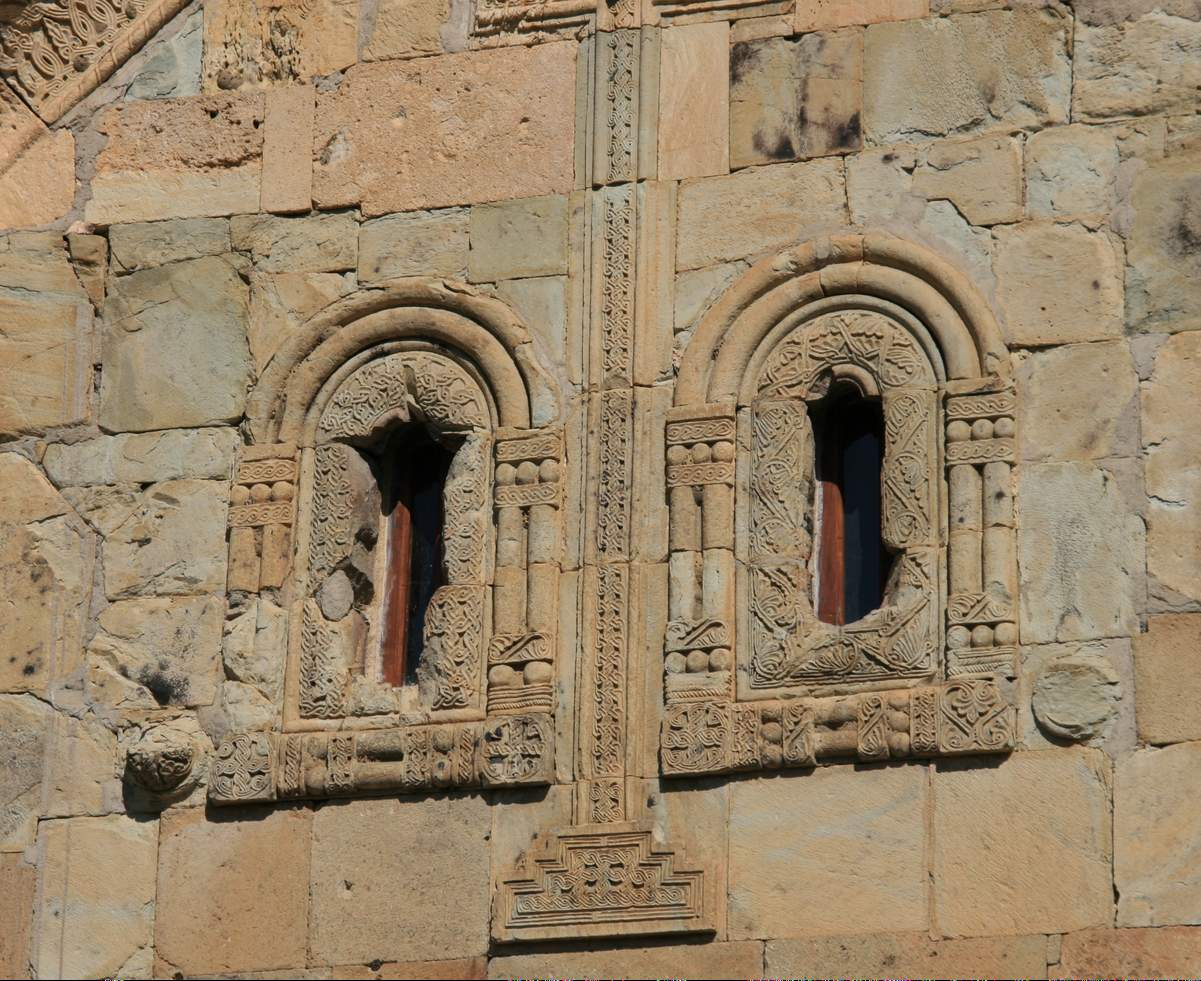
Fenêtre sur la façade ouest.
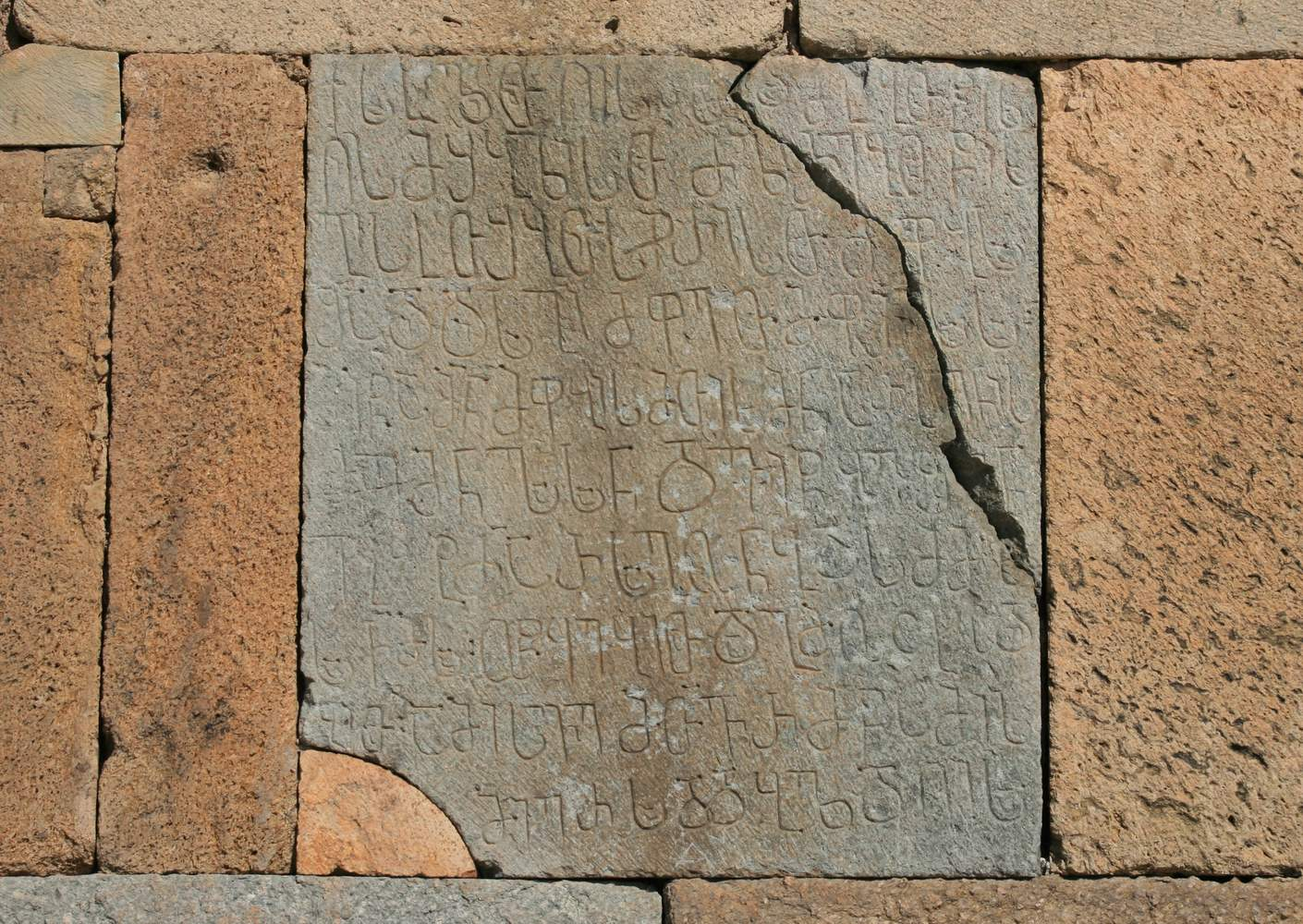
Inscription sur la façade ouest.
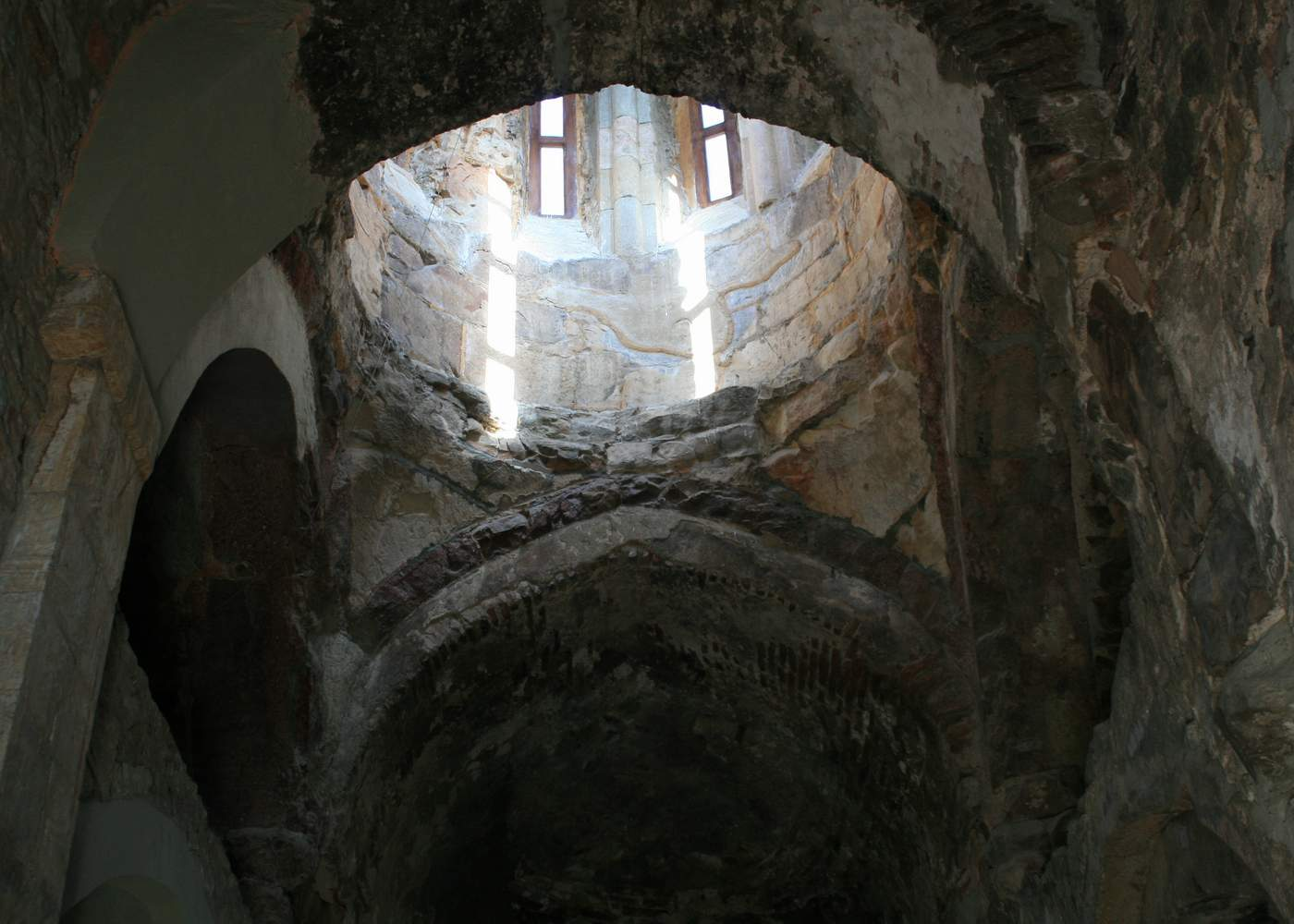
Intérieur de la coupole.